# Банатські гори
Ба́натські го́ри (рум. Munţii Banatului) — гори на заході Румунії. Складені кристалічними сланцями

## Гори
- Сємєнік (П'ятра-Грожней 1449 м)
- Алмеж (Свинеча-Марі 1226 м)
- гори Локва
- гори Догнечь

## Лощина
- Цара-Алмежулуй

## Корисні копалини
Кам'яне вугілля, залізні і марганцеві руди, хром і будівельний камінь.
| Румунія | Це незавершена стаття з географії Румунії. Ви можете допомогти проєкту, виправивши або дописавши її. |